# آدامز، شهرستان مورگان، ایندیانا
آدامز (به انگلیسی: Adams, Morgan County, Indiana) بک منطقه مسکونی در ایالات متحده آمریکا است که در ایندیانا واقع شده‌است.

## خصوصیات
آدامز ۱۹۸٫۱۲ متر بالاتر از سطح دریا واقع شده‌است.